# امهرست (داکوتای جنوبی)
امهرست، جنوب داکوتا (به انگلیسی: Amherst, South Dakota) یک منطقهٔ مسکونی در ایالات متحده آمریکا است که در داکوتای جنوبی واقع شده‌است.